# Ochrosomera vanja
Ochrosomera vanja är en fjärilsart som beskrevs av Sergius G. Kiriakoff 1969. Ochrosomera vanja ingår i släktet Ochrosomera och familjen tandspinnare. Inga underarter finns listade i Catalogue of Life.